# 229
Cette page concerne l'année 229  du calendrier julien. Pour l'année 229 av. J.-C., voir 229 av. J.-C. Pour le nombre 229, voir 229 (nombre).
L'année 229 est une année commune qui commence un jeudi.

## Événements
- 1er janvier : début du consulat conjoint de l’empereur romain Sévère Alexandre et de Dion Cassius[1].
- 23 juin : Sun Quan se proclame empereur de Wu[2]. Il y a désormais trois empereurs régnant en Chine. Sun Quan installe la capitale de Wu à Jianye, près de Nankin, qui prend le nom de Jiankang[3].

## Décès en 229
- Zhao Yun, général chinois.